# Gun dan ba! Zhong liu jun
Pour plus de détails, voir Fiche technique et Distribution.
Gun dan ba! Zhong liu jun (滚蛋吧！肿瘤君) est une comédie romantique chinoise adaptée d'une bande dessinée en ligne dessinée par Xiong Dun, réalisée par Han Yan et sortie en 2015.
Le film est sélectionné comme entrée chinoise pour l'Oscar du meilleur film en langue étrangère à la 88e cérémonie des Oscars qui s'est déroulée en 2016. L'équipe de production espère avec ce film attirer le public sur les tumeurs cancéreuseset une attitude optimiste face aux cancers.

## Synopsis
Xiong Dun est une jeune femme intrépide et optimiste de 29 ans avec une grande imagination et optimiste. Cependant, elle va apprendre qu'elle souffre d'une tumeur.
Avec sa bonne humeur, elle va inspirer les autres en positivant ses expériences, en fantasmant à propos de son médecin et en faisant de son mieux pour continuer à vivre et à plaisanter.

## Fiche technique
- Titre international : Go Away Mr. Tumor

## Distribution
- Baihe Bai : Joue le rôle de Xiong Dun
- Daniel Wu : Joue le rôle de Liang, le médecin
- Zhang Zixuan : Joue le rôle d'Emmy
- Cheng Yi : Joue le rôle de Zheng Lao
- Lui Ruilin : Joue le rôle de Xiao Xia
- Yuan Li : Joue le rôle de Xia Meng
- Liu Lili : Joue le rôle de la mère de Xiong Dun
- Li Jianyi : Joue le rôle du père de Xiong Dun
- Temur Mamisashvili et Joel Adrian : Jouent le rôle de Zombie